# 王海芳
王海芳（1963年6月10日—2011年6月3日），已故中國職業足球員和教练员。　
1963年6月10日，王海芳出生于海滨城市青岛。他10岁起开始踢球，并逐渐从众多年轻队员中脱颖而出，于1980年入选了山东队。1985年前往沈阳部队踢球，1991年又加盟了天津火车头。职业球员时期，王海芳曾经代表青岛海牛参加中国足球甲级联赛的战场，包括甲A、甲B的赛场，还曾经担任过青岛海牛的队长。
退役后，王海芳先是在青岛海牛梯队担任教练，并于2005年来到鲁能泰山足球学校担任教练员，主要负责学校的人才选拔基地的考察工作。2006年，王海芳担任91国少队的主助理教练，辅佐球队征战亚少赛预选赛和决赛阶段的比赛。2009年，王海芳担任山东U16全运会的足球助理教练，并获得全运会足球比赛冠军。
2011年，王海芳来到了中甲升班马贵州智诚担任主帅。在王海芳的带领下，贵州智诚稳居联赛中游。
2011年6月3日，王海芳因车祸而去世。

## 外部連結
- （页面存档备份，存于）
- 中甲王海芳主帅离奇车祸身亡
- 青岛籍足球名帅王海芳车祸去世 [永久]
- 足协杯胜利缅怀王海芳 贵州智诚望团结继续前行 （页面存档备份，存于）